# Алькмунд Хексемский
Алькмунд (Эалмунд; англ. Alchmund, Ealmund; умер 7 сентября 781) — епископ Хексема (767—781). Святой (день памяти — 7 сентября).

## Биография
Святой Алькмунд был поставлен седьмым епископом Хексема в 767 году. Он был предшественником святого Тилберта, ставшего епископом в 781 году. Их святость отмечалась Симеоном Даремским, Роджером Ховенденским, а также в «Анналах Питерборо» и многих мартирологах.
Алькмунд был похоронен рядом со святым Аккой вне храма. Место его могилы было потеряно во время нашествий датчан. В 1032 году их могилы были найдены, и они были перезахоронены в храме. В 1154 году мощи всех святых Хексема были перенесены в общую раку, как о том сообщал очевидец события. Однако они были рассеяны в 1296 году во время войны с шотландцами.
После Алькмунда епископом Хексема стал Тилберт.